# Catching Up with Depeche Mode
Catching Up with Depeche Mode è la terza raccolta del gruppo musicale britannico Depeche Mode, pubblicata l'11 novembre 1985 dalla Sire Records.

## Descrizione
Distribuito unicamente per il solo mercato statunitense, il fine del disco era far conoscere al pubblico di oltreoceano la produzione precedente della band. Esso include infatti i singoli non apparsi in People Are People e anche due delle b-side all'epoca più recenti: Flexible e Fly on the Windscreen. Si tratta di un album identico The Singles 81-85, uscito sul mercato britannico. La scelta del titolo è dovuta al fatto che allora i Depeche Mode iniziavano a costruire un proprio seguito negli Stati Uniti d'America e non erano ancora ben conosciuti dal grande pubblico, per il quale molte delle tracce inserite in questa compilation erano del tutto nuove.

## Tracce
1. Dreaming of Me – 3:44
2. New Life – 3:44
3. Just Can't Get Enough – 3:36
4. See You – 3:53
5. The Meaning of Love – 3:54
6. Love, in Itself – 3:55
7. Master and Servant – 3:50
8. Blasphemous Rumours – 5:04
9. Somebody – 4:21
10. Shake the Disease – 4:46
11. Flexible – 3:09
12. It's Called a Heart – 3:48
13. Fly on the Windscreen – 5:05

## Riconoscimenti
- Spin – The Ten Greatest Compilations of the Spin Era (2º posto)